# 陶治元
陶治元（1848年—1917年），原名詒元，字三辰，號念橋。
光绪八年副榜贡，光绪十四年举人，光绪十四年阳湖县学训导，官至内阁中书。光绪初年，编《皇清经解敬修堂编目》十六卷，“依經為序，於各經逐句標明卷頁數。或有一句之義散見於數處者，一一摘出，統注於此句下。”。